# Akaso Eiji
Akaso Eiji (赤楚 衛二 (Xích-Sở Vệ-Nhị) sinh ngày 01 tháng 03 năm 1994, tại tỉnh Aichi) là một diễn viên, người mẫu Nhật Bản. Anh được biết tới với vai diễn Banjou Ryuga trong Kamen Rider Build. Anh hiện thuộc công ty quản lý Tristone Entertainment.

## Tiểu sử
Do công việc của bố nên từ 1 tuổi cho tới 4 tuổi, Akaso Eiji sống tại Wisconsin (Mỹ). Bố anh tốt nghiệp Đại học Wisconsin-Madison và từng là giáo sư tại Khoa Ngoại ngữ (Chuyên ngành Ngôn ngữ học), Đại học Nagoya Gakuin. Tháng 4 năm 2020, ông chính thức trở thành hiệu trưởng trường Đại học Nagoya Gakuin. Mẹ anh là giáo viên dạy piano. Akaso Eiji có 1 em trai nhỏ hơn 4 tuổi, em trai anh theo học ngành sản xuất phim tại Đại học Nghệ thuật Osaka.
Anh bắt đầu chơi piano từ năm 3 tuổi cho tới khi học trung học. Anh cũng tập kiếm đạo (Kendo) trong khoảng 6 năm và thi được hết cấp 1 (Ikkyu). Sau khi tốt nghiệp trường cao trung Toho ở Nagoya, Akaso theo học chuyên ngành tiếng Anh tại trường đại học ở địa phương. Sau đó, anh dừng việc học đại học để chuyển đến Tokyo theo đuổi nghệ thuật.
Mong muốn trở thành diễn viên của Akaso Eiji được nảy mầm từ khi còn học trung học, đồng thời cũng bị ảnh hưởng bởi thói quen đi xem phim mỗi tháng một lần của gia đình. Năm 2014, Eiji quyết định bước vào giới giải trí sau lời kêu gọi gia nhập công ty từ CEO Tristone Entertainment. Vào thời điểm đó, anh vẫn đang học đại học và buộc phải đưa ra quyết định bắt đầu nghiệp diễn ngay lúc này hay chờ sau khi tốt nghiệp ở tuổi 23. Cuối cùng, Akaso Eiji đã quyết tâm "bây giờ hoặc không bao giờ" và bỏ học đại học để gia nhập Tristone Entertainment.
Akaso Eiji bị dị ứng với nhiều loại thực phẩm, lông chó, mèo cùng một số loại thực vật khác; đã kiểm tra được 52 loại dị ứng khác nhau, trong đó có gạo và hầu hết các loại trái cây; Akaso cũng mắc phải chứng dị ứng phấn hoa khá nghiêm trọng. Năm 2019, sau 1 năm tích cực điều trị bằng phương pháp hỗ trợ hệ miễn dịch, mức độ của 26 loại dị ứng đã giảm xuống.

## Sự nghiệp
Khi còn là thiếu niên, Akaso từng tham gia " FORM JAPAN ", một văn phòng người mẫu tại Nagoya. Anh đã hoạt động như một người mẫu và talent dưới nghệ danh Akaso Mamoru (赤楚 衛 (Xích-Sở Vệ)). Năm 2010, anh gia nhập nhóm nhạc thần tượng địa phương "BOYS AND MEN" ở Nagoya, biểu diễn trên sân khấu và xuất hiện thường xuyên trong các chương trình tạp kỹ.  Akaso được cho là đã rời "BOYS AND MEN" vào năm 2011. Ban đầu, anh ấy tham gia vào công ty giải trí vì muốn trở thành một diễn viên chứ không phải thần tượng.
Năm 2013, anh giành được giải Grand Prix tại cuộc thi tuyển người mẫu nam của Samantha Thavasa, đây là bước ngoặt thúc đẩy anh chuyển đến Tokyo để trở thành diễn viên ở tuổi 19. Năm 2014, anh ký hợp đồng với công ty quản lý hiện tại - Tristone Entertainment và chuyển sang nghệ danh Akaso Eiji. Năm 2015, anh chính thức ra mắt với tư cách diễn viên.
Năm 2017, anh bắt đầu nổi tiếng với vai thứ chính Banjou Ryuga (Kamen Rider Cross-Z) trong series Kamen Rider Build. Năm 2019, anh có vai chính đầu tiên trong phim truyền hình Nee Sensei, shiranai no? đóng cặp cùng Baba Fumika. Năm 2020, anh tham gia đóng chính (phim có 4 diễn viên chính) trong phim điện ảnh Omoi, Omoware, Furi, Furare. Và cũng trong năm 2020, vai Adachi Kiyoshi trong phim 30 Tuổi Vẫn Còn Zin Sẽ Biến Thành Phù Thủy đã tạo nên một cơn sốt lớn giúp tên tuổi của Akaso được biết đến rộng rãi đặc biệt ở các nước châu Á, đây cũng là vai đơn chính đầu tiên của anh trong phim truyền hình.

## Phim đã tham gia

### Phim truyền hình
| Năm  | Tựa đề                                                          | Vai diễn                           | Phát sóng          | Ghi chú          | Tham khảo |
| ---- | --------------------------------------------------------------- | ---------------------------------- | ------------------ | ---------------- | --------- |
| 2015 | Omotesando Koukou Gasshoubu!                                    | Ishikawa Sho                       | TBS                |                  |           |
| 2016 | Mãi đừng xa tôi                                                 |                                    | TBS                | tập 2            |           |
| 2016 | Tokyo Joshi Zukan                                               | Kōhei                              | Prime Video        |                  |           |
| 2016 | Watashi ni Unmei no Koi nante arienai tte Omotteta              |                                    | KTV                | Phim truyền hình |           |
| 2017 | Frankenstein's Love                                             |                                    | NTV                | tập 1            |           |
| 2017 | Samurai Gourmet                                                 | [Diễn viên]                        | Netflix            | tập 5            |           |
| 2017 | Kamen Rider Build                                               | Banjou Ryuga (Kamen Rider Cross-Z) | EX                 |                  | [ 13 ]    |
| 2018 | Kamen Rider Zi-O                                                | Banjou Ryuga (Kamen Rider Cross-Z) | EX                 | Tập 1-2          |           |
| 2019 | Innocence: ~Enzai Bengoshi~                                     | Isawa Tokudori                     | NTV                |                  |           |
| 2019 | Panic Commercial                                                | Niikura Yasuto                     | Fuji TV            | Vai chính        |           |
| 2019 | Watashi Danna o Share-shiteta                                   | Matsuda Hideaki                    | NTV, YTV           |                  |           |
| 2019 | Nee Sensei, shiranai no?                                        | Kido Riichi                        | MBS                | Vai chính        |           |
| 2020 | Eizōken ni wa Te o Dasu na!                                     | Kobayashi                          | MBS                |                  |           |
| 2020 | Thám tử sành ăn Goro Akechi                                     | Nonaka                             | NTV                | tập 3            |           |
| 2020 | Thám tử Yuri Rintaro                                            | Satsuki Shota                      | Fuji TV, NTV       | tập 2            |           |
| 2020 | 30 Tuổi Vẫn Còn Zin Sẽ Biến Thành Phù Thủy                      | Adachi Kiyoshi                     | TV Tokyo           | Vai chính        | [ 14 ]    |
| 2021 | Cold Case - Season 3                                            | Hirayama Yōsuke                    | Wowow              | tập 6            |           |
| 2021 | Uchi no Musume wa Kareshi ga Dekinai                            | Yuto (Khách mời)                   | NTV                | tập 4            |           |
| 2021 | Kansatsui Asagao                                                | Miyata (Khách mời)                 | Fuji TV            | tập 13           |           |
| 2021 | Hakutaka Shirataka Amane no Investigation File                  | Uzuka Shinshaku                    | TV Tokyo           |                  |           |
| 2021 | Kanojo wa kirei datta (She was pretty bản Nhật)                 | Higuchi Takuya                     | Fuji TV, Kansai TV |                  | [ 15 ]    |
| 2021 | Tales of the Unusual Story - 21 Autumn Special Edition - "Skip" | Okura Mikio                        | Fuji TV            | Vai chính        | [ 16 ]    |
| 2021 | Super rich                                                      | Haruno Yuu                         | Fuji TV            | Vai thứ chính    |           |
| 2022 | Hiru - Season 1                                                 | Yūuki                              | WOWOW              | Vai chính        |           |
| 2022 | Maiagare! (舞いあがれ！)                                        | Takashi Umezu                      | NHK                |                  |           |
| 2023 | Pending train                                                   | Shirahama Yuto                     | TBS                |                  |           |
| 2023 | Kocchi Muite yo Mukai-kun                                       | Mukai Satoru                       | NTV                | Vai chính        |           |

### Phim điện ảnh
| Năm  | Tựa đề                                                                 | Vai diễn                           | Ghi chú   | Tham khảo |
| ---- | ---------------------------------------------------------------------- | ---------------------------------- | --------- | --------- |
| 2015 | Heroine Shikkaku                                                       |                                    |           | [ 10 ]    |
| 2015 | Tsūgaku Series: Tsūgaku Densha/Tsūgaku Tochū                           | Kyosuke                            |           | [ 17 ]    |
| 2016 | Scoop!                                                                 |                                    |           |           |
| 2017 | Kyō no Kira-kun                                                        |                                    |           |           |
| 2017 | Kamen Rider Heisei Generations Final: Build & Ex-Aid with Legend Rider | Banjou Ryuga (Kamen Rider Cross-Z) |           |           |
| 2018 | Kamen Rider Build the Movie: Be the One                                | Banjou Ryuga (Kamen Rider Cross-Z) |           |           |
| 2018 | Kamen Rider Heisei Generations Forever                                 | Banjou Ryuga (Kamen Rider Cross-Z) |           |           |
| 2019 | Kamen Rider Build NEW WORLD: Kamen Rider Cross-Z                       | Banjou Ryuga (Kamen Rider Cross-Z) | Vai chính |           |
| 2019 | Kamen Rider Build New World: Kamen Rider Grease                        | Banjou Ryuga (Kamen Rider Cross-Z) |           |           |
| 2020 | Trò chơi cút bắt (live-action)                                         | Inui Kazuomi                       | Vai chính | [ 18 ]    |
| 2020 | Trò chơi cút bắt (anime, lồng tiếng)                                   | Một sinh viên                      | Khách mời | [ 19 ]    |
| 2020 | Eizouken ni wa Te o Dasu na!                                           | Kobayashi                          |           | [ 20 ]    |
| 2021 | The Great Yokai War: Guardians                                         | Amanojaku                          |           | [ 21 ]    |
| 2022 | Kessen wa Nichiyōbi                                                    | Iwabuchi Yūki                      |           | [ 22 ]    |
| 2022 | CherryMaho THE MOVIE                                                   | Adachi Kiyoshi                     | Vai chính |           |
| 2023 | Zom 100: Bucket List of the Dead                                       | Tendo Akira                        | Vai chính |           |

### Phim chiếu mạng
| Năm  | Tựa đề                              | Vai diễn      | Phát hành          | Ghi chú | Tham khảo |
| ---- | ----------------------------------- | ------------- | ------------------ | ------- | --------- |
| 2015 | AKB Horror Night: Adrenalin no Yoru |               | TV Asahi Douga     | Kỳ 16   |           |
| 2017 | Tokyo Joshi Zukan                   | Kotaira       | Amazon Prime Video |         |           |
| 2017 | Kamen Rider Amazons                 | Nagase Hiroki | Amazon Prime Video | Mùa 2   | [ 23 ]    |

### Sân khấu
| Năm       | Tiêu đề             | Vai diễn    | Tham khảo |
| --------- | ------------------- | ----------- | --------- |
| 2010-2011 | Straight Drive!     |             | [ 6 ]     |
| 2013      | Asu                 | Scanda      | [ 24 ]    |
| 2016      | Kuroko's Basketball | Sakurai Ryo | [ 10 ]    |
| 2016      | Roshutsukurū        |             |           |

### Video âm nhạc
| Năm  | Tiêu đề    | Ca sĩ | Tham khảo |
| ---- | ---------- | ----- | --------- |
| 2019 | Masquerade | SHE'S | [ 25 ]    |
| 2019 | Letter     | SHE'S | [ 26 ]    |
| 2019 | Your Song  | SHE'S | [ 27 ]    |

### Chương trình
| Ngày              | Tựa đề                      | Phát hành  | Ghi chú                                                                |
| ----------------- | --------------------------- | ---------- | ---------------------------------------------------------------------- |
| 04/2011 - 03/2012 | Saturday Men's Hour         | CTV        | "Haru Boys" member                                                     |
| 27/09/2018        | Parents Love Story ~ Oyakoi | Yomiuri TV | Takeshi Tsuruno's father                                               |
| 21/12/2021        | LIFE! Winter 1              | NHK        | "Mệnh lệnh của trưởng phòng" "Điểm yếu của thiên tài" "Lần đầu đi bar" |

### Radio
| Ngày              | Tựa đề             | Phát hành | Tham khảo |
| ----------------- | ------------------ | --------- | --------- |
| 11/2011 – 03/2012 | Go! Go! Saru Rock! | FM Aichi  | [ 6 ]     |
| 27/11/2020        | All Good Friday    | J-Wave    |           |

### Radio drama
| Ngày    | Tựa đề                                                 | Vai diễn  | Mạng lưới | Tham khảo |
| ------- | ------------------------------------------------------ | --------- | --------- | --------- |
| 02/2017 | Saturday Drama House Binanshi Gekijō "Ma no tsubuyaki" | Okada Ryo | JFN       | [ 28 ]    |

### Quảng cáo
| Năm  | Sản phẩm                                     | Tham khảo |
| ---- | -------------------------------------------- | --------- |
| 2016 | Kao Corporation "Ultra Attack Neo"           |           |
| 2017 | DK SELECT "The beginning of living together" | [ 29 ]    |

### Người mẫu
| Năm    | Tiêu đề                                                        | Vai trò                        | Tham khảo            |
| ------ | -------------------------------------------------------------- | ------------------------------ | -------------------- |
| 2010   | Imuraya Confectionery "Nikuman Anman"                          | Người mẫu quảng cáo            | [ 6 ]                |
| 2011   | Aoki                                                           | Người mẫu quảng cáo            | [ 6 ]                |
| 2013 - | Samantha Thavasa                                               | Người mẫu nam                  |                      |
| 2020   | KANGOL REWARD                                                  | Cộng tác x Người mẫu quảng cáo | [ 30 ] [ 31 ] [ 32 ] |
| 2021   | A BATHING APE® 2021 SPRING collection                          | Người mẫu quảng cáo            | [ 33 ]               |
| 2021   | Disney Pixar 'Toy Story' x Yohji Yamamoto Ground Y             | Người mẫu quảng cáo            | [ 34 ] [ 35 ]        |
| 2021   | AMOSTYLE BY Triumph: Series SNS Drama "0:00 AM Dreaming Drama" | Người mẫu quảng cáo            |                      |
| 2021   | Ground Y 4th Anniversary Capsule Collaboration                 | Người mẫu quảng cáo            |                      |
| 2021   | GELATO PIQUE Bộ sưu tập "PEANUTS x GELATO PIQUE"               | Người mẫu quảng cáo            |                      |
| 2021   | ALBION - Skin Conditioner                                      | Đại sứ thương hiệu             |                      |
| 2021   | Ampleur Cleasing Balm                                          | Người mẫu quảng cáo            |                      |
| 2021   | GELATO PIQUE Bộ Sưu Tập Unisex Mùa Đông 2021                   | Người mẫu quảng cáo            |                      |

### Giải thưởng
| Năm  | Giải thưởng                          | Hạng mục                              | Tác phẩm                                                   | Kết quả   | Tham khảo     |
| ---- | ------------------------------------ | ------------------------------------- | ---------------------------------------------------------- | --------- | ------------- |
| 2021 | WEIBO Account Festival in Tokyo 2020 | Diễn viên nổi tiếng (Hot Topic Actor) | Ba mươi tuổi mà vẫn còn "zin" thì sẽ biến thành phù thủy?! | Đoạt giải | [ 36 ] [ 37 ] |
| 2021 | LINE NEWS AWARDS 2021                | NEXT NEWS Award                       |                                                            | Đoạt giải |               |
| 2022 | Elan d'or Awards                     | Newcomer of the Year                  |                                                            | Đề cử     |               |

### Khác
| Năm       | Tiêu đề                      | Ghi chú                                           | Tham khảo |
| --------- | ---------------------------- | ------------------------------------------------- | --------- |
| 2013      | Okubo Kayoko "Love R Jijō!!" | Thành viên                                        | [ 38 ]    |
| Từ 2019 - | Tristone TV                  | Thường trực (2nd, Special Edition, Extra Edition) |           |

## Xuất bản

### Photobook
| Năm        | Tiêu đề       | Phát hành | Ghi chú            |
| ---------- | ------------- | --------- | ------------------ |
| 28/11/2020 | Photobook "A" | Wanibooks | Photo: Satoru Tada |